# Чемпионат Северной, Центральной Америки и Карибского бассейна по волейболу среди мужчин 2019
26-й чемпионат Северной, Центральной Америки и Карибского бассейна (NORCECA) по волейболу среди мужчин проходил со 2 по 7 сентября 2019 года в Виннипеге (Канада) с участием 7 национальных сборных команд. Чемпионский титул в 16-й раз в своей истории выиграла сборная Кубы.

## Команды-участницы
Предварительный состав участников выглядел следующим образом:
Канада — команда страны-организатора;
США, Куба, Пуэрто-Рико, Мексика, Доминиканская Республика — по результатам рейтинга NORCECA;
Гватемала — победитель розыгрыша Центральноамериканского Кубка 2018;
Суринам — победитель Карибского чемпионата 2018;
Сент-Винсент и Гренадины — победитель Восточно-Карибского чемпионата 2018.
От участия в чемпионате отказались сборные Суринама и Сент-Сент-Винсента и Гренадин. 

## Система проведения чемпионата
7 команд-участниц на предварительном этапе были разбиты на две группы, в которых команды играли в один круг. Первичным критерием при распределении мест в группах служило общее количество побед, затем количество набранных очков, соотношение партий, соотношение игровых очков и, наконец, результаты личных встреч. За победу со счётом 3:0 начислялось 5 очков, за победу 3:1 — 4, 3:2 — 3 очка, за поражение 2:3 проигравший получал 2 очка, 1:3 — 1 и за поражение 0:3 очки не начислялись. Победители групп напрямую вышли в полуфинал плей-офф. Команды, занявшие в группах 2-е и 3-и места, вышли в четвертьфинал и в стыковых матчах определили ещё двух участников полуфинала. Полуфиналисты по системе с выбыванием определили призёров первенства.

## Предварительный этап

### Группа А
| М | Команда     | 1   | 2   | 3   | И | В | П | С/П | О  |
| - | ----------- | --- | --- | --- | - | - | - | --- | -- |
| 1 | Канада      |     | 3:0 | 3:0 | 2 | 2 | 0 | 6:0 | 10 |
| 2 | Мексика     | 0:3 |     | 3:0 | 2 | 1 | 1 | 3:3 | 5  |
| 3 | Пуэрто-Рико | 0:3 | 0:3 |     | 2 | 0 | 2 | 0:6 | 0  |

2 сентября: Мексика — Пуэрто-Рико 3:0 (28:26, 25:18, 25:22).
3 сентября: Канада — Мексика 3:0 (25:10, 25:17, 25:15).
4 сентября: Канада — Пуэрто-Рико 3:0 (25:20, 25:18, 25:21).

### Группа В
| М | Команда                  | 1   | 2   | 3   | 4   | И | В | П | С/П | О  |
| - | ------------------------ | --- | --- | --- | --- | - | - | - | --- | -- |
| 1 | США                      |     | 3:0 | 3:0 | 3:0 | 3 | 3 | 0 | 9:0 | 15 |
| 2 | Куба                     | 0:3 |     | 3:0 | 3:0 | 3 | 2 | 1 | 6:3 | 10 |
| 3 | Доминиканская Республика | 0:3 | 0:3 |     | 3:0 | 3 | 1 | 2 | 3:6 | 5  |
| 4 | Гватемала                | 0:3 | 0:3 | 0:3 |     | 3 | 0 | 3 | 0:9 | 0  |

2 сентября: Куба — Гватемала 3:0 (25:13, 37:35, 25:14); США — Доминиканская Республика 3:0 (25:14, 25:17, 25:14).
3 сентября: США — Гватемала 3:0 (25:22, 25:21, 26:24); Куба — Доминиканская Республика 3:0 (25:20, 25:17, 25:15).
4 сентября: Доминиканская Республика — Гватемала 3:0 (25:20, 25:18, 25:21); США — Куба 3:0 (25:17, 25:21, 25:22).

## Плей-офф

### Четвертьфинал
5 сентября
Мексика — Доминиканская Республика 3:1 (25:19, 25:21, 17:25, 25:17).
Куба — Пуэрто-Рико 3:0 (25:21, 25:22, 28:26).

### Матч за 5-е место
6 сентября
Пуэрто-Рико — Доминиканская Республика 3:2 (23:25, 25:14, 21:25, 25:23, 15:6).

### Полуфинал
6 сентября
Куба — Канада 3:1 (17:25, 25:22, 25:22, 25:19).
США — Мексика 3:0 (25:18, 25:16, 25:23).

### Матч за 6-е место
7 сентября
Доминиканская Республика — Гватемала 3:1 (28:30, 25:13, 28:26, 25:19).

### Матч за 3-е место
7 сентября
Канада — Мексика 3:0 (25:14, 25:18, 25:12).

### Финал
| 7 сентября 2019 | \| Куба \| 3:1 norceca.net \| США \| \| Марлон Янт (12) Роами Алонсо (5) Мигель Анхель Лопес (15) Осниэль Мергарехо (15) Робертланди Симон (14) Адриан Гойде (1) Йондер Гарсия (либеро) Хосе Массо \| Голы \| Бренден Сандер (7) Митчелл Сталь (5) Мика Маа (4) Тори Дефалко (12) Джеффри Джендрик (8) Кайл Энсинг (12) Кайл Дагостино (либеро) Джозеф Уорсли Дэвид Вечорек (1) Джордж Хуман (1) \| | Виннипег «Duckworth Center» 1800 зрителей |
| Счёт по партиям — 25:18, 21:25, 25:20, 25:20. Время матча — 1 час 48 минут. Судьи: Даниэль Гонсалес, Райан Баньян.                                         | | |
| Куба | 3:1 norceca.net | США |
| Марлон Янт (12) Роами Алонсо (5) Мигель Анхель Лопес (15) Осниэль Мергарехо (15) Робертланди Симон (14) Адриан Гойде (1) Йондер Гарсия (либеро) Хосе Массо | Голы | Бренден Сандер (7) Митчелл Сталь (5) Мика Маа (4) Тори Дефалко (12) Джеффри Джендрик (8) Кайл Энсинг (12) Кайл Дагостино (либеро) Джозеф Уорсли Дэвид Вечорек (1) Джордж Хуман (1) |

## Итоги

### Положение команд
| Куба                        |
| США                         |
| Канада                      |
| 4. Мексика                  |
| 5. Пуэрто-Рико              |
| 6. Доминиканская Республика |
| 7. Гватемала                |

### Призёры
Куба: Хосе Массо Альварес, Осниэль Мельгарехо Эрнандес, Марлон Янт Эррера, Хавьер Консепсьон Рохас, Йондер Гарсия Альварес, Робертланди Симон Атьес, Адриан Гойде Арредондо, Роами Алонсо Арсе, Мигель Анхель Лопес Кастро. Тренер — Йосвани Муньос Перес.
  США: Джеффри Джендрик, Кайл Энсинг, Митчелл Сталь, Тори Дефалко, Джозеф Уорсли, Томас Кармоди, Мика Маа, Бренден Сандер, Коди Кессель, Дэвид Вечорек, Джордж Хуман, Гэйг Уорсли, Кайл Дагостино, Кайл Расселл. Тренер — Джон Хокс.
  Канада: Джон Гордон Перрин, Стивен Маршалл, Никлас Хоуг, Тимоти Маар, Джейсон Дерокко, Шарон Вернон-Эванс, Дэниэл Дженсен-Вандом, Лукас ван Беркел, Байрон Кетурскис, Райан Склейтер, Грэм Вигресс, Блэр Бэнк, Артур Шварц, Бретт Уолш. Тренер — Гленн Хоуг.

### Индивидуальные призы
MVP:  Мигель Анхель Лопес
Лучший связующий:  Луис Гарсия
Лучший диагональный:  Морис Торрес
Лучшие доигровщики:  Тори Дефалко,  Тимоти Маар
Лучшие блокирующие:  Роами Алонсо,  Джеффри Джендрик
Лучший либеро:  Кайл Дагостино
Лучший на подаче:  Осниэль Мергарехо
Лучший на приёме:  Хесус Ранхель
Лучший в защите:  Кайл Дагостино
Самый результативный:  Хенри Тапия